# 塚本加成子
塚本 加成子（つかもと かなこ、1963年6月22日 - ）は、滋賀県出身の女優。

## 人物・来歴
- 甲南女子大学卒業。
- 1990年代からテレビドラマを中心に活躍。
- 山村美紗原作の二時間ドラマの出演常連の一人。（特に、高樹沙耶主演の「京都祇園芸妓シリーズ」、東ちづる主演の「京都女優シリーズ」等、フジテレビ系の二時間ドラマ番組枠の山村美紗サスペンスドラマに出演することが多い。）
- 京都を舞台にしたテレビドラマの出演が多い。
- 現在は、芸能活動を休止している。

## 出演

### テレビドラマ
- 異型の深夜・イヴの誘い（1987年2月23日・森村誠一サスペンス）
- who（1988年）
- 花らんまん（1988年4月4日 - 9月30日）
- 魔鏡（1990年5月7日 - 5月11日）
- 家政婦日記（1990年5月28日 - 6月29日）
- 吸血幻想（1990年7月30日 - 8月10日）
- 連続テレビ小説（NHK）
  - 京、ふたり（1990年10月1日 - 1991年3月30日）
  - ええにょぼ（1993年4月5日 - 10月2日）
- 男と女の怪奇五夜 第3話「大山猫」（1990年11月14日）
- 将軍家光忍び旅シリーズ（テレビ朝日 / 東映）
  - 第1シリーズ 第6話「偽将軍と踊り子の恋」（1990年11月17日）
  - 第2シリーズ 第18話「お家騒動、高崎だるまに誓う愛」（1993年2月13日）
- 土曜ワイド劇場（テレビ朝日・朝日放送（テレビ朝日系列））
  - 京おとこ京おんな連続怪死事件（1991年4月20日）
  - 美人キャスター沢木麻沙子シリーズ
    - 第1作「京都・博多殺人事件」（1992年9月26日）
    - 第3作「京都－徳島、平家伝説殺人ツアー」（1993年12月25日）
    - 第4作「京都・グアムミステリーツアー」（1995年4月1日）

  - 花吹雪女スリ三姉妹第1作「京都、伊万里、嬉野温泉殺し旅」（1994年1月22日） - 井上ふじ子 役
  - 新・赤かぶ検事奮戦記第10作「黒ユリは殺しのメッセージ 飛騨路美女連続殺人 ヒスイ海岸〜糸魚川」（2000年1月15日） - 三輪千佳子 役（三輪悌一の妻・本名「坂井千鶴子」）
  - 狩矢父娘シリーズ第1作「京都貴船川殺人事件」（2000年10月28日）
  - 走る!国選弁護人〜完全黙秘・初登場弁護士高杉貫一郎の窮地（2004年8月21日）
- ある日、突然…（1992年8月3日〜10月2日）
- 半七捕物帳
  - 第3話「娘いれずみ鬼十手！」（1992年10月27日） - おきた 役
  - 第11話「闇の顔役」（1992年12月22日） - おきた 役
- 金曜エンタテインメント（フジテレビ）
  - 京都花の艶殺人事件（1993年1月29日）
  - 京都ミス映画村殺人事件（1993年11月5日）
  - 京都千利休謎の殺人事件（1994年7月22日）
  - 京都百人一首殺人事件（1995年1月13日）
  - 京都祇園芸妓シリーズ
    - 第2作「京都恋人形殺人事件」（1997年3月7日）
    - 第3作「京都祇園八坂をどり殺人事件」（1997年10月24日）
    - 第5作「茶の湯家元殺人事件」（1999年4月2日）
    - 第6作「京絵皿殺人事件」（2000年6月23日）
    - 第8作「小野小町殺人事件」（2001年11月9日）

  - 宮之原警部 こころの事件簿第1作「京都高瀬川殺人事件」（1998年5月29日）
  - 山村美紗サスペンス 京都女優シリーズ 
    - 第1作「京都夜の祇園姉妹殺人事件」（1999年1月22日）
    - 第2作「京都・呪いの十二単衣殺人事件」（2000年2月4日）
    - 第3作「京都怪奇伝説殺人事件」（2001年6月15日）
    - 第4作「妖しの清少納言殺人事件」（2002年6月7日）
    - 第5作「流れ橋殺人事件」（2003年3月28日）
    - 第6作「大奥殺人事件」（2003年8月15日）
    - 第7作「新撰組殺人事件」（2004年7月16日）

  - 花瀬ちなつの殺人スクープ（2000年6月30日）
  - 天切り松　闇がたり（2004年7月30日）
- ナショナル劇場（TBS）
  - 水戸黄門（C.A.L）
    - 第20部 第47話「嘘を承知の偽黄門 -日光-」（1991年9月30日） - お咲
    - 第22部 第19話「悪が群がるカステイラ -長崎-」（1993年9月20日） - 小萩 役
    - 第23部 - 霞 役
      - 第1話「水戸黄門 -水戸-」（1994年8月1日）
      - 第11話「陰謀渦巻く加賀百万石 -金沢-」（1994年10月17日）

    - 第24部 第12話「お化けになって悪退治 -別府-」（1995年12月4日）
    - 第25部 第8話「奪われた恋女房 -鳥羽-」（1997年2月10日） - お玉 役
    - 第28部 第4話「風雲渦巻く駿府城 -江尻・駿府-」（2000年4月3日） - 酌婦 役
    - 第31部 第21話「黄門様と七化けのお京 -広島-」（2003年3月17日） - お春
    - 第32部 第2話「妹想いの風来坊 -安中-」（2003年8月4日）

  - 大岡越前（C.A.L）
    - 第13部 第20話「過去を消していた女」（1993年3月29日）
    - 第14部 第24話「友を裁いた名奉行」（1996年12月2日） - 梅川 役
    - 第15部 第13話「母恋し！」（1998年12月7日） - おゆり 役

  - 江戸を斬るVIII 第5話「意外な目撃者」（1994年2月28日、C.A.L）
  - 水戸黄門外伝 かげろう忍法帖 第12話「獲物は恐い女たち -塩尻-」（1995年8月7日、C.A.L） - 酌婦 役
  - 大江戸を駈ける!（C.A.L）
    - 第4話「師走の目撃者 -両国-」（2000年12月18日） - おきみ 役
    - 第15話「正義の剣よ永遠に -高輪-」（2001年3月19日） - 真砂路 役
- 桃太郎侍II「危うし!八百万石　闇将軍の陰謀と四人の美女 桃太郎、江戸ー名古屋ー京で怒りの鬼退治!!」（1993年4月1日・春の時代劇スペシャル）
- 月曜ドラマスペシャル（TBS）
  - 古谷一行の金田一耕助シリーズ
    - 名探偵・金田一耕助シリーズ
      - 第17話「三つ首塔」（1993年7月5日） - とみ子 役
      - 第19話「女王蜂」（1994年4月4日） - ひさえ 役

  - 一色京太郎事件ノートシリーズ
    - 第1作「京都栂ノ尾殺人事件」（1996年6月3日） - アナウンサー 役
    - 第4作「京都西陣に消えた女」（1997年2月3日） - 左右田珠樹  役
- 名奉行 遠山の金さん
  - 第5シリーズ 第14話「浮世絵連続殺人」（1993年7月15日） - 千代菊 役
  - 第6シリーズ
    - 第5話「仕舞い湯の男」（1994年7月21日） - お妙 役
    - 第23話「大陰謀!紫頭巾の女」（1995年1月19日） - 君香 役

  - 第7シリーズ 第19話「貞女の鑑?謎の殺しの裏の裏」（1996年3月14日） - 小そめ 役
- 新・部長刑事　アーバンポリス24 第190話「帰って来た浦島太郎の悲劇」（1994年4月16日）
- あばれ八州御用旅第4シリーズ 第8話「消えた八千両 悲しい女の夢芝居」（1994年5月27日）
- がんばれ!青春先生（1994年7月21日）
- 江戸の用心棒シリーズ
  - 第1シリーズ 第18話「狙われた父娘」（1994年） - おとよ 役
  - 第2シリーズ 第10話「大江戸ゴミ騒動」（1995年） - おしま 役
- 銭形平次 (北大路欣也)第5シリーズ 第7話「危険な関係」（1995年）
- 暴れん坊将軍VI 第28話「姉とおとうと」（1995年）おみね役
- 野々山家の人々RETURN（1995年5月29日）
- 騎馬奉行がゆく（1995年7月11日）
- あばれ医者嵐山 第11話「きれた絆」（1995年12月18日） - おとせ 役
- 雲霧仁左衛門（1995年11月29日 - 1996年3月13日）
- 月の船（1996年11月20日 - 12月25日）
- 新・御宿かわせみ 第11話「水郷から来た女 恋の仇討ち・男装の女剣士」（1998年1月15日）
- 舞妓さんは名探偵!（1999年4月15日 - 6月17日）
- 許さへんで!悪質商法（1999年9月12日）
- 新・部長刑事　アーバンポリス24・わが子を誘拐した女（2000年6月24日）
- 京都潜入捜査官 第3話「母のタクシーと涙」（2000年7月20日）
- 十手人 第5話「人情長屋の殺人!井戸の中の女」（2001年5月17日）
- オヤジ探偵第1シリーズ 第9話「隠し子発覚!?消えた2000万と母娘サギ師を探せ！」（2001年9月13日）
- ぬくもりの彩（いろ）（2002年）
- ピュア・ラブ（2002年1月28日 - 3月29日）
- 三匹が斬る! 第6話「ねらわれた『まゆ玉』娘!?花嫁衣裳に涙の刃!」（2002年5月20日）
- ピュア・ラブII（2002年11月25日 - 2003年1月24日）
- パパ　トールド★ミー　大切な君へ 第1話「しあわせのかたち」（2003年4月12日）
- おみやさん第2シリーズ 第9話「京都石段殺人の謎!!同じ男を愛した姉妹」（2003年6月19日）
- 新・京都迷宮案内第1シリーズ 第5話「見えない紅葉…祇園から消えた女」（2003年11月27日）
- 人が殺意を抱くとき 第10話「探偵修行」（2004年6月5日）
- ドラマの風　キング・オブ・クラフトマン（第181回）（2004年11月21日）
- デザイナー DESIGNER（2005年10月3日 - 11月25日）

### 映画
- てんびんの詩（1988年・日本映像企画）
- 走らなあかん 夜明けまで（1996年・エクセレントフィルム）

### Vシネマ
- 難波金融伝 ミナミの帝王 劇場版 XVI 借金セミナー(2000)
- 難波金融伝 ミナミの帝王(20)・絆―KIZUNA―（2002年8月2日・softgarage）

### 舞台
- 必殺仕事人（1990年）

### バラエティ
- ワイドショー（1988年）
- いい話見つけ旅（1988年）